# CM Близнецов
CM Близнецов (лат. CM Geminorum) — двойная затменная переменная звезда типа Беты Лиры (EB) в созвездии Близнецов на расстоянии приблизительно 8 087 световых лет (около 2 480 парсек) от Солнца. Видимая звёздная величина звезды — от +15,3m до +14,8m. Орбитальный период — около 1,4035 суток.

## Характеристики
Первый компонент — жёлтая звезда спектрального класса G. Радиус — около 2,82 солнечных, светимость — около 8,129 солнечных. Эффективная температура — около 5804 К.
Второй компонент — жёлтая звезда спектрального класса G.